# Ola Eliu
Olalofa Eliu (Nukufetau, 28 juli 1990) is een Tuvaluaans voetballer die uitkomt voor Tamanuku A.
In 2011 speelde Ola voor Lakena United A, en sinds 2012 voor Tamanuku A.
In 2010 deed Ola met het Tuvaluaans zaalvoetbalteam mee aan het Oceanian Futsal Championship 2010, waar hij zes wedstrijden speelde, en een keer scoorde. In 2011 deed hij met het nationale Rugby team mee aan de Pacific Games.